# Tetraponera allaborans
Tetraponera allaborans é uma espécie de formiga do gênero Tetraponera, pertencente à subfamília Pseudomyrmecinae.